# Une histoire vraie (film, 1999)
Pour les articles homonymes, voir Une histoire vraie.
Pour plus de détails, voir Fiche technique et Distribution.
Une histoire vraie (The Straight Story) est un film américano-franco-britannique réalisé par David Lynch et sorti en 1999. Le scénario s'inspire de la vie d'Alvin Straight.
Il est présenté en avant-première en compétition officielle au festival de Cannes 1999. Il est ensuite acquis par Walt Disney Pictures pour une sortie limitée aux États-Unis. Richard Farnsworth est nommé à l'Oscar du meilleur acteur et est à l'époque l'acteur le plus âgé nommé dans cette catégorie. Le film reçoit des critiques globalement positives.

## Synopsis
En 1994 à Laurens dans l'Iowa, Alvin Straight, 73 ans, a un petit accident et chute dans sa cuisine. Il est retrouvé au sol par son ami et sa voisine. Sa fille Rose, bègue, l'oblige à aller consulter le médecin. Il refuse tout examen complémentaire, avoir un déambulateur ou encore arrêter de fumer. Alors que sa fille veille sur lui, Alvin ne veut tout de même pas s'économiser.
Un soir d'orage, un coup de fil retentit dans la maison. Rose décroche, cet appel provient du Wisconsin où vit Lyle, le frère d'Alvin. Lyle a eu une attaque. Alvin, bouleversé, réfléchit. Fâchés, les deux frères ne se sont plus vu depuis 1988. Finalement, Alvin décide de rendre visite à son frère. Ne disposant plus d'un permis de conduire valide en raison de problèmes de vue, il se résout à prendre la route sur son ancienne tondeuse auto-portée (Rehds), tractant ses bagages et son équipement sur une remorque. Alors que tous ses proches s'inquiètent pour lui, Alvin prend donc la route avec un rythme de croisière bien évidemment très lent. Sa vieille tondeuse cependant tombe en panne peu de temps après son départ, l'obligeant à utiliser une partie de ses économies de pension de guerre pour l'achat d'un nouveau tracteur tondeuse d'occasion John Deere, mais plus récent, pour reprendre son voyage : un modèle JD 110 de 1966.
S'ensuit pour lui un périple de 251 milles (404 kilomètres), de Laurens à Mount Zion (en) dans le Wisconsin. Il croise la route de diverses personnes avec lesquelles l'échange, peu bavard, sera toujours émouvant : une adolescente enceinte qui s'est enfuie de chez ses parents, un rassemblement de cyclistes, une femme qui vient de faucher un daim avec sa voiture, une famille accueillante, un vétéran de la Seconde Guerre mondiale, un prêtre.
Il arrivera finalement à destination, enrichi par son voyage et les rencontres qu'il a faites.

## Fiche technique
- Titre français et québécois : Une histoire vraie
- Titre original : The Straight Story
- Réalisateur : David Lynch
- Scénario : John E. Roach, Mary Sweeney
- Musique : Angelo Badalamenti
- Photographie : Freddie Francis
- Costumes : Patricia Norris
- Décors : Barbara Haberecht et Jack Fisk
- Montage : Mary Sweeney
- Producteurs : Neal Edelstein, Alain Sarde et Mary Sweeney
  - Producteurs exécutifs : Pierre Edelman et Michael Polaire
- Sociétés de production : 
  - États-Unis : Asymmetrical Productions, The Picture Factory, Walt Disney Pictures et The Straight Story Inc.
  - France : Canal+, Les Films Alain Sarde et Ciby 2000
  - Royaume-Uni : Channel Four Films
- Distribution : BAC Films (France), Buena Vista Pictures Distribution (États-Unis)
- Budget : 10 000 000 $ (estimation)
- Pays de production :  États-Unis,  France,  Royaume-Uni
- Langue originale : anglais
- Format : couleur — 2.35:1 Panavision — son Dolby Digital — 35 mm
- Genre : drame biographique, road movie
- Durée : 112 minutes
- Dates de sortie[1] :
  - France : 21 mai 1999 (festival de Cannes)
  - États-Unis : 15 octobre 1999 (sortie limitée)
  - France : 3 novembre 1999
- Classification[2] :
  - États-Unis : G
  - France : tous publics

## Distribution
- Richard Farnsworth (VF : René Morard) : Alvin Straight
- Sissy Spacek : Rose “Rosie” Straight
- Harry Dean Stanton : Lyle Straight
- Jane Galloway : (Jane Galloway Heitz) : Dorothy
- Joseph A. Carpenter : Bud
- Donald Wiegert : Sig
- Tracey Maloney : l'infirmière
- Dan Flannery (VF : François Dunoyer) : le docteur Gibbons
- Jennifer Edwards-Hughes : Brenda
- Ed Grennan (VF : William Sabatier) : Pete
- Jack Walsh  : Apple
- Gil Pearson : le conducteur du bus
- Barbara June Patterson : une femme dans le bus
- Everett McGill : Tom, le vendeur de chez John Deere
- Anastasia Webb (VF : Barbara Villesange) : Crystal
- Matt Guidry : Steve
- Bill McCallum : Rat
- Barbara E. Robertson (créditée Barbara Robertson) : la femme qui a percuté un daim
- James Cada : Danny Riordan
- Sally Wingert : Darla Riordan
- Barbara Kingsley : Janet Johnson
- Jim Haun : Johnny Johnson
- Wiley Harker : Verlyn Heller
- Randy Wiedenhoff : un pompier
- Jerry E. Anderson : un pompier
- Kevin P. Farley : Harald Olsen
- John P. Farley : Thorvald Olsen
- John Lordan : le prêtre
- Jeremy Kent Jackson : Andy (non crédité)

## Production

### Genèse et développement
En 1994, Alvin Straight, un homme âgé de 73 ans, utilise un tracteur pour parcourir près de 300 miles (plus de 482 km pour se rendre au chevet de son frère. Mary Sweeney, fréquente collaboratrice de David Lynch, lit ensuite un article dans The New York Times sur ce sujet,. Mary Sweeney expliquera par la suite :

« Ayant grandi dans le Wisconsin, je me suis facilement connecté à ce genre de caractère américain stoïque, non verbal, têtu et idiosyncrasique. Je comprends à quel point il est difficile d'avoir une fierté et une dignité tranquilles quand on est vieux et pauvre et que l'on vit au milieu de nulle part. Je comprends les rêves et les frustrations de ces gens. Et j'ai adoré à quel point son voyage a captivé l'imagination nationale, alors, portant ma casquette de producteur, j'ai commencé à essayer d'obtenir les droits. »

Le producteur Ray Stark avait cependant déjà acquis les droits sur l'histoire d'Alvun Straight et envisageait le projet pour Paul Newman. À la mort d' Alvin Straight en 1996, les droits sur son histoire sont redevenus disponibles. Mary Sweeney coécrit ensuite le scénario avec John Roach, un ami d'enfance. Lorsque David Lynch a lu le scénario terminé, il l'a immédiatement adopté en disant : « C'est devenu, pour moi, très réel. » C'est la première fois de sa carrière que David Lynch ne participe pas à l'écriture d'un de ses films.

### Attribution des rôles
Pour le rôle principal d'Alvin Straight, les producteurs ont comme premier choix Richard Farnsworth. Il est cependant réticent à s'engager car il est alors en phase terminale d'un cancer métastatique de la prostate. Il accepte finalement le rôle, par admiration pour Alvin Straight. Sissy Spacek, amie de longue date de David Lynch qui avait aidé à financer son premier film Eraserhead, est choisie pour incarner la fille d'Alvin, Rose. Harry Dean Stanton interprète quant à lui le frère d'Alvin.
Chris Farley devait apparaître dans le film, aux côtés de ses frères John et Kevin. Mais l'acteur et humoriste décède en décembre 1997.

### Tournage
Le tournage a lieu en septembre et octobre 1998. Il se déroule en extérieur dans l'Iowa (Clermont, Grotto of the Redemption (West Bend), Lansing, Laurens, New Hampton, Pocahontas, West Union) ainsi que dans le Wisconsin (Prairie du Chien, Mount Zion). Le film est tourné sur le véritable itinéraire emprunté par Straight et toutes les scènes ont été tournées par ordre chronologique. David Lynch déclarera plus tard qu'il s'agit de son film le plus expérimental
Pendant le tournage, le cancer de l'acteur principal Richard Farnsworth se propage à ses os, mais il surprend l'équipe par sa ténacité. La paralysie de ses jambes, comme le montre le film, était réelle. L'acteur se donnera la mort le 6 octobre 2000, à l'âge de 80 ans.

## Sortie et accueil

### Dates de sortie
Le film est présenté le 21 mai 1999 au festival de Cannes, où il est bien accueilli par la presse. Les droits de distribution pour le sol américain sont alors acquis Walt Disney Pictures. Le film obtient un classement G (équivalent du « tous publics » en France), une première dans la carrière de David Lynch,. C'est Peter Schneider, président de la production de Disney à l'époque, qui a eu l'idée de faire acquérir le film au studio après l'avoir vu à Cannes, le qualifiant de « beau film sur les valeurs, le pardon et la guérison et qui célèbre l'Amérique. Dès que je l'ai vu , je savais que c'était un film de Walt Disney. » October Films a également négocié les droits, mais aucun accord ne s'était concrétisé.

### Critique
Le film reçoit globalement de très bonnes critiques. Sur le site d'agrégation de critiques Rotten Tomatoes, il obtient 95 % d'avis favorables, pour 112 critiques et une note moyenne de 8,0⁄10. Le consensus suivant résumé les avis collectés : « Avec de solides performances et le réalisateur David Lynch à la barre, The Straight Story évite les sentiers sentimentaux au cours de son voyage ambulant à travers le cœur des États-Unis ». Sur le site Metacritic, qui utilise une moyenne pondérée, le film obtient la note de 86⁄100 pour 32 critiques.
En France, le site Allociné propose une note moyenne de 4,2⁄5 basée sur 17 titres de presse.

## Distinctions principales
Source et distinctions complètes : Internet Movie Database

### Récompenses
- Bodil 2000 : meilleur film américain
- Fotogramas de Plata 2001 : meilleur film étranger
- British Independent Film Award du meilleur film étranger en langue anglaise au festival de Raindance 2002.

### Nominations
- Oscars 2000 : meilleur acteur pour Richard Farnsworth
- Golden Globes 2000 : meilleur acteur dans un film dramatique pour Richard Farnsworth et meilleure musique de film pour Angelo Badalamenti
- Satellite Awards 2000 : meilleur acteur dans un film dramatique pour Richard Farnsworth et meilleure actrice dans un second rôle pour Sissy Spacek